# Монтічеллі-Павезе
Монтічеллі-Павезе (італ. Monticelli Pavese) — муніципалітет в Італії, у регіоні Ломбардія,  провінція Павія.
Монтічеллі-Павезе розташоване на відстані близько 440 км на північний захід від Рима, 50 км на південний схід від Мілана, 30 км на схід від Павії.
Населення — 691 особа (2014).

## Демографія
Населення за роками:

Станом на 1 січня 2023 року в муніципалітеті офіційно проживали 103 іноземці з 15 країн, серед них 34 громадяни країн Євросоюзу та 11 громадян України.

## Сусідні муніципалітети
- Бадія-Павезе
- Календаско
- Кіньоло-По
- Оріо-Літта
- П'єве-Порто-Мороне
- Роттофрено
- Сармато